# Maria, ihm schmeckt’s nicht! (Film)
Maria, ihm schmeckt’s nicht! ist eine deutsche Filmkomödie aus dem Jahr 2009, deren Drehbuch von dem gleichnamigen Roman von Jan Weiler adaptiert wurde. 2016 wurde der Film mit Antonio, ihm schmeckt’s nicht! fortgesetzt.

## Handlung
Jan möchte seine Freundin Sara heiraten, eine Deutsche mit italienischem Vater. Jener (Antonio Marcipane) kam als Gastarbeiter in den 1960er Jahren nach Deutschland und heiratete Ursula, die er als Kellner an seiner Arbeitsstelle kennengelernt hatte. Als Antonio erfährt, dass das Paar die anstehende Hochzeit nur als standesamtliche Zeremonie plant, besteht er darauf, dass in Italien mit der kompletten Familie große Feierlichkeiten abgehalten werden.
So muss Jan mit seiner Freundin Sara und ihrer Familie ins süditalienische Apulien, um die entsprechenden Vorbereitungen zu treffen. In der Kleinstadt Campobello offenbaren sich zahlreiche alte Konflikte innerhalb der Familie, auch verzögert sich die Hochzeit aufgrund fehlender Dokumente. Zudem entwickelt sich zwischen Jan und Antonio ein Dauerstreit. Die Situation eskaliert, als Jans Eltern eintreffen und überfordert von den anhaltenden Streitigkeiten von der Hochzeit abraten. Jan reist kurz vor der kirchlichen Trauung ab. Antonio erkennt jedoch, dass er dem Glück seiner Tochter im Wege steht. Er fährt Jan hinterher und versöhnt sich mit ihm. Anschließend fahren beide zurück, müssen aber feststellen, dass Sara schon am Bahnhof ist, um zurück nach Deutschland zu fahren. Sie folgen ihr und Jan kann sie noch aufhalten, indem sie die Verlobung aufheben. Stattdessen heiraten Saras Eltern Antonio und Ursula, deren in Deutschland geschlossene Hochzeit in Italien bislang nicht aktenkundig geworden war.

## Hintergrund
Weiler schrieb in Zusammenarbeit mit Daniel Speck an dem Drehbuch. Gedreht wurde in München und Krefeld, wobei in Krefeld die Szenen entstanden, die in Osnabrück spielen. Weitere Aufnahmen entstanden in Apulien und insbesondere in Gravina in Puglia, wo die Aufnahmen gedreht wurden, die im fiktiven Ort Campobello spielen und den größten Teil des Films einnehmen. Die Dreharbeiten begannen am 16. Oktober 2008 und endeten am 6. Dezember 2008. Der Film lief am 6. August 2009 in den Kinos in Deutschland sowie der Schweiz an und war einen Tag später in Österreich zu sehen. Am 4. Juli 2010 feierte der Film seine Fernsehpremiere in Italien. Beim Berlin & Beyond Film Festival in San Francisco wurde der Film am 28. Oktober 2010 vorgeführt.
Lino Banfi spricht kein Deutsch. Deswegen wurden für ihn eigens Plakate mit einer Art Lautschrift angefertigt, von denen er den Text ablesen konnte. Ulmen gab bekannt, seine Vorstellung von Italien habe sich durch die Produktion nicht wesentlich verändert, „es ist alles genau so, wie man es sich auch vorstellt, die Klischees stimmen alle.“ Über 1,35 Millionen Zuschauer sahen bis Ende 2010 den Film in Deutschland.
Bei Jans Oldtimer handelt es sich um einen VW Karmann-Ghia Typ 14.

## Soundtrack
Am 5. März 2010 wurde der Soundtrack bei Rough Trade Records veröffentlicht, der 25 Musiktitel umfasst. Die Sportfreunde Stiller sangen ihre Single Ein Kompliment unter dem Titel Un Complimento für den Soundtrack des Films auf Italienisch ein.

## Rezeption
Josef Engels von der Welt nannte den Film „eine ordentliche deutsche Sommer-Komödie, für die man sich nicht schämen muss.“ Der Cinema-Kritiker fand, der Humor der „amüsanten, leicht überdrehten Sommerkomödie“ sei flapsiger und zugespitzter als im Buch, biete dafür manche zusätzliche Lacher. Die Subtilität des Buchs sei bei der Verfilmung teilweise verloren gegangen, fand auch Katharina Zeckau vom film-dienst, dennoch resultiere eine vergnügliche „albern-schöne Sommerkomödie“. Für Birgit Roschy von epd Film schien das Potenzial des Buchs wie der Darsteller nicht ausgeschöpft. Der Film versuche den Anekdoten des Buchs das Kleid einer Heiratskomödie anzuziehen und erziele bestenfalls einige Schmunzler. Die Vorblende am Anfang sei „ein echter Langweilereinstieg für eine Geschichte, die sich fortwährend selbst ausbremst.“ Danach verliere sie sich in konstruierten, absehbaren Konflikten. Martin Schwickert vom Tagesspiegel fand die abgefeuerten Pointen kurzlebig, der Film werde zur Nummernrevue. In der Frankfurter Allgemeinen Zeitung bemerkte Michael Althen, fälschlicherweise glaube Regisseurin Vollmar, „Humor sei, wenn sich alle dauernd dümmer stellen, als sie sind.“
Einen Schwerpunkt der Besprechungen stellte der kulturelle Zusammenprall dar. Der film-dienst fand ihn insgesamt „amüsant und recht klug“ dargestellt. Zwar greife die Komödie die beliebtesten deutschen Italien-Stereotype auf. „Doch der Film geht darüber hinaus, indem er derlei Klischees nicht den Lachsalven überlässt, sondern auch nachdenkliche, mitunter sogar philosophische Töne anschlägt und Widerhaken, Ecken und Kanten in die lieb gewonnenen Klischees sät.“ Die Welt urteilte, er setze nur in vereinzelten Szenen auf nationale Stereotype und befinde sich in den besten Momenten auf Loriot-Niveau. Die Entscheidung, die Italiener nicht deutsch zu synchronisieren und einfach italienisch sprechen zu lassen, zahle sich aus, fand der österreichische Standard. Die Neue Zürcher Zeitung hingegen störten die nationalen Klischees, welche die „muffige, abgestandene, biedere Fünfziger-Jahre-Komödie“ auftische: „Maria, hilf.“ Auch die F.A.Z. fand den Film „angestaubt“ wie jene mit Peter Alexander oder Vico Torriani.
Hielt man vereinzelt die Darsteller für passend besetzt und gut gelaunt, blieben anderen farblose Figuren als „unsympathische Nervensägen“ in Erinnerung. „Als typisch deutsches Weichei scheint Christian Ulmen ideal besetzt, nur dass er sich als personifizierte Indifferenz seit seinem Auftritt in 'Herr Lehmann' schauspielerisch kaum weiterentwickelt hat.“ (Der Tagesspiegel) „Ulmen, der es kaum je schafft, der Figur mehr als den Gesichtsausdruck verdutzter Verständnislosigkeit abzugewinnen“, blieb gemäß F.A.Z. profillos, gemäß epd Film spiele er „wie auf Autopilot“. Als einzigen Schwachpunkt des Films fand die sonst lobende Welt-Kritik die Übertragung der männlichen Hauptfigur vom Buch in den Film nicht gelungen. „Da muss Ulmen als chronisch muffeliger Deutscher zwangsläufig verlieren. Und das nicht nur, weil man sich ständig fragt, warum überhaupt irgendeine Frau solch einen Waschlappen lieben sollte (…)“. In den Augen der Kritiker besser weg kam der italienische Volksschauspieler Lino Banfi, der den Schwiegervater in spe gibt. Er zeige als einziger etwas Abgründigkeit. Durch die Rückblenden in die tristen Anfänge des Schwiegervaters als Gastarbeiter in Deutschland erhalte diese Figur „eine Plastizität, die weit über handelsübliche Hochzeits- und Migranten-Schwänke hinausgeht.“ Banfi bewahre den Film „vor dem Versinken in unterhaltsamer Belanglosigkeit“. Zwar machten ihn die Rückblenden in die 1960er Jahre zu einem tragischen Helden. „Dass das deutsche Kino zwischen burlesken und tragischen Elementen keinen humorvollen Weg findet – auch dieses Klischee belegt Vollmars unentschiedene Multi Kulti-Komödie.“ Der film-dienst meinte über Mina Tander, dass sie kein Profil entwickle und dass die Beziehung zwischen Jan und Sara blass bleibe.

## Auszeichnungen
Der Film lief 2010 unter dem Titel Wedding Fever In Campobello im Wettbewerb des 13. Internationalen Filmfestivals Shanghai. Christian Ulmen erhielt den Goldenen Pokal für den besten Schauspieler des Festivals. Mina Tander war für den Preis der deutschen Filmkritik 2009 als Beste Darstellerin nominiert.

### Gespräche
- Mit Christian Ulmen in Focus, 3. August 2009, S. 44: „Pizza oder Pasta?“
- Mit Neele Leana Vollmar in der taz, 5. August 2009, S. 23: „Die Fremdheit war wirklich da“

### Kritikenspiegel
Eher positiv
- Cinema Nr. 8/2009, S. 53, von Ralf Blau: Maria, ihm schmeckt's nicht![20]
- film-dienst Nr. 16/2009, S. 32–33, von Katharina Zeckau: Maria, ihm schmeckt's nicht!
- Die Welt, 6. August 2009, S. 25, von Josef Engels: Maria, es schmeckt uns[21]

Eher negativ
- epd Film Nr. 8/2009, S. 43, von Birgit Roschy: Maria, ihm schmeckt's nicht!
- Frankfurter Allgemeine Zeitung, 8. August 2009, S. 34, Kurzkritik von Michael Althen: Muffel am Strand
- Der Tagesspiegel, 6. August 2009, S. 23, von Martin Schwickert: Der Vater der Braut[22]

Negativ
- Neue Zürcher Zeitung, 6. August 2009, S. 37, Kurzkritik von Alexandra Stäheli: Maria, ihm schmeckt's nicht!